# Tannegg
Tannegg ist eine ehemalige Ortsgemeinde der Munizipalgemeinde Fischingen und heute ein Ortsteil von Dussnang im Bezirk Münchwilen des Schweizer Kantons Thurgau. 1972 schloss sie sich der neugeschaffenen Einheitsgemeinde Fischingen an.

## Geschichte

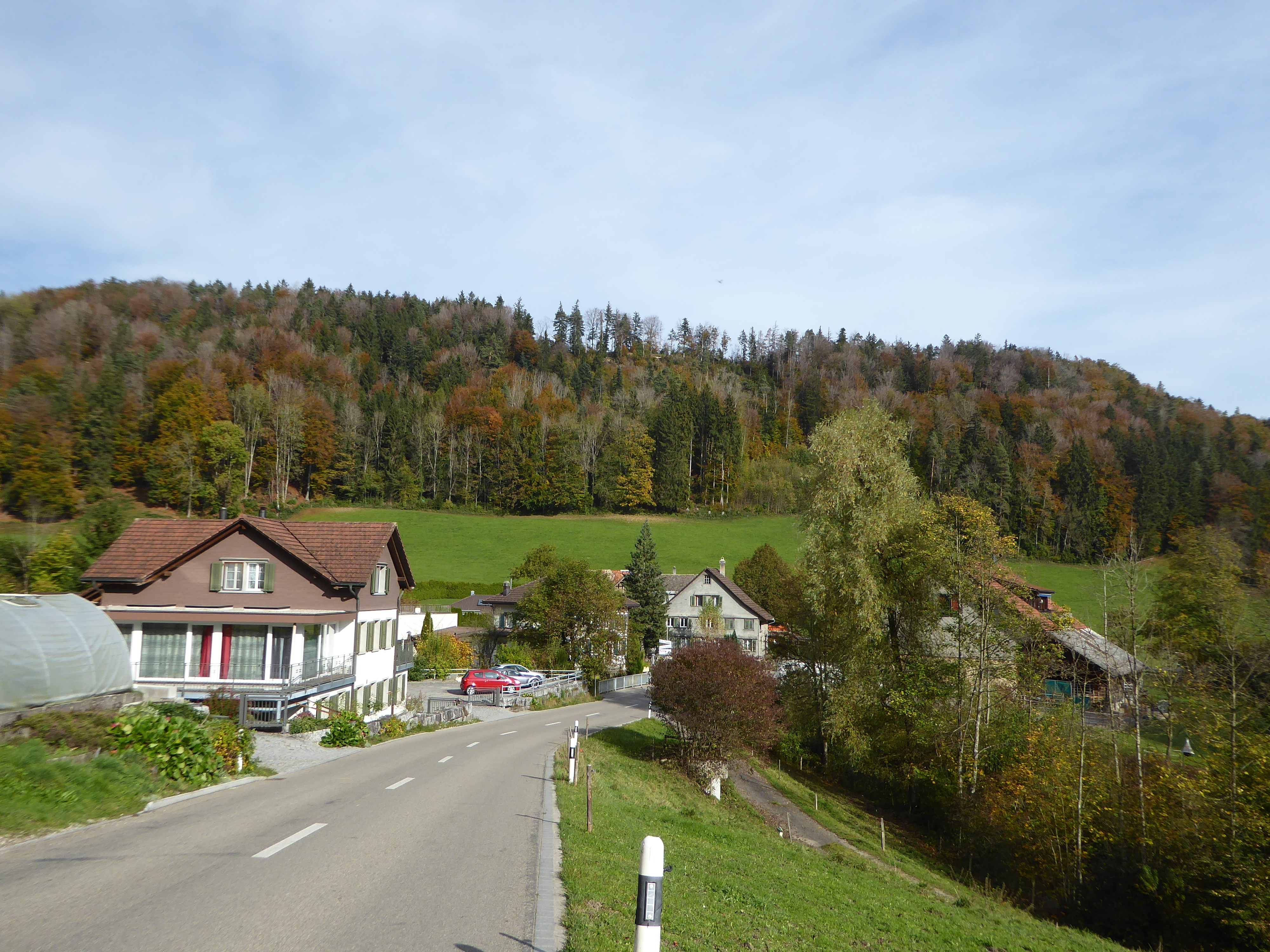
Hatterswil

Namensgeber der Ortsgemeinde war die Burg Tannegg, die vermutlich vom Konstanzer Bischof Heinrich von Tanne, der von 1233 bis 1248 im Amt war, als Zentrum der zum Domstift Konstanz gehörenden Herrschaft Tannegg erbaut wurde. 1245 wurde die Örtlichkeit erstmals als Tannegge erwähnt. Kirchlich teilte Tannegg stets das Schicksal der Pfarrei Dussnang.

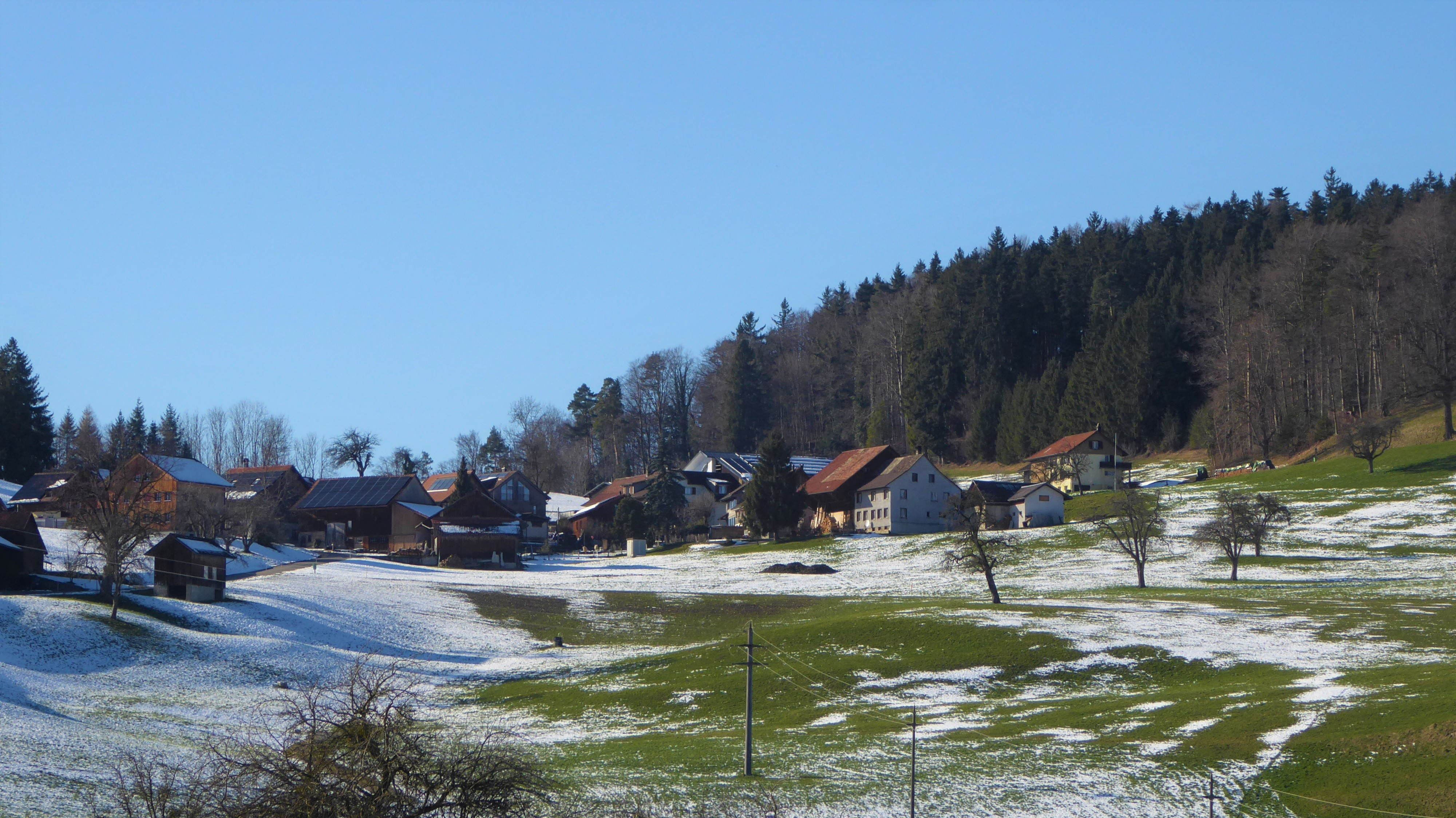
Bernhardsriet

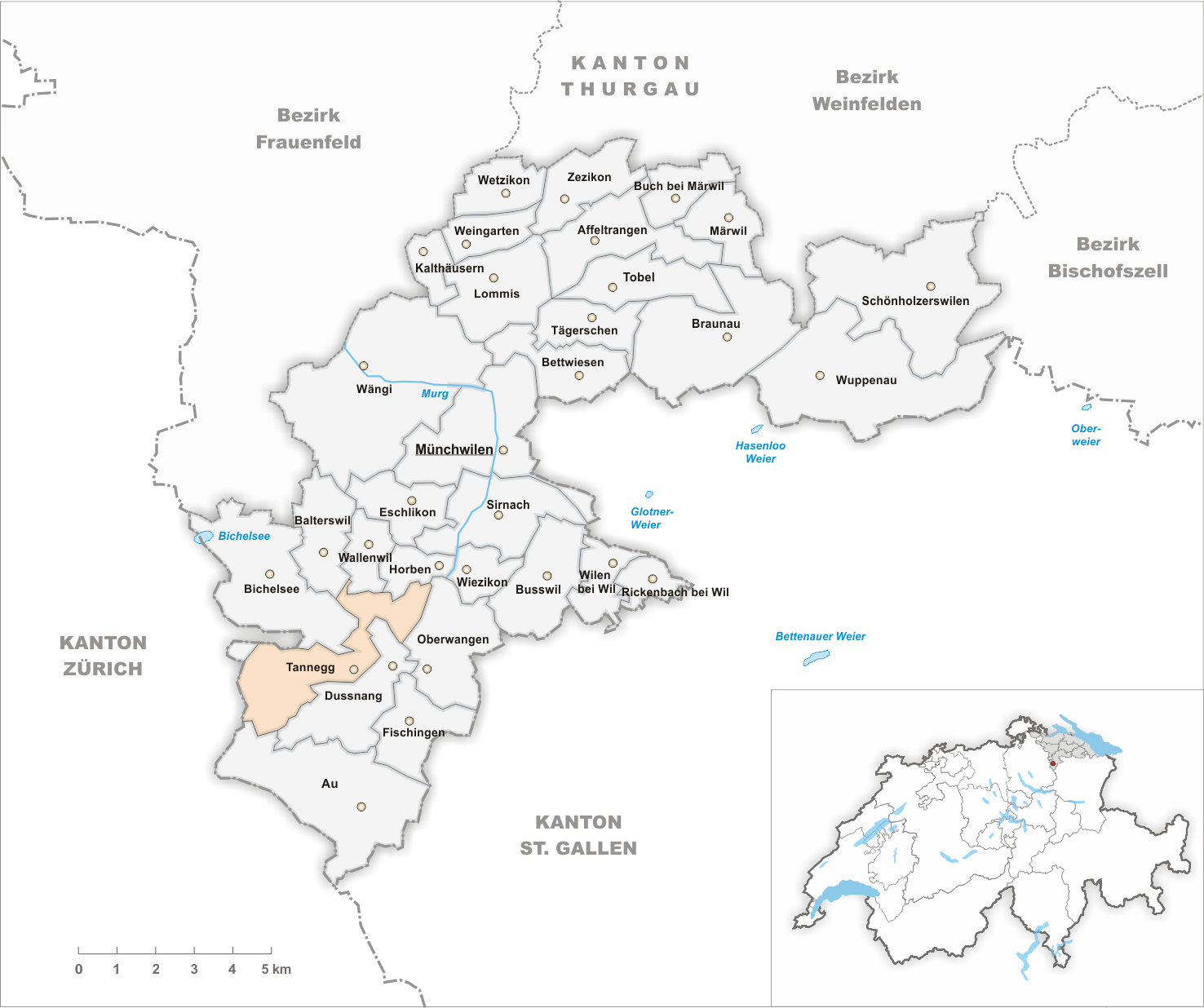
Gemeindestand vor der Fusion im Jahr 1972

Die Ortsgemeinde Tannegg bestand von 1812 bis 1971 aus Bernhardsriet (Bäritsriet), Hatterswil, Schurten, Vogelsang und anderen Weilern als Teil der Munizipalgemeinde Fischingen. Nebst Vieh- und Milchwirtschaft wurde vor allem in Vogelsang etwas Ackerbau betrieben. Die Mühle Schurten ging 1935 ein, jene von Tannegg 1953. Bis 1901 existierte eine mechanische und bis 1933 eine Schifflistickerei. Die Weberei Tannegg produzierte im 19. Jahrhundert Seidenstoffe und zu Beginn des 21. Jahrhunderts Frottiertextilien.
| Bevölkerungsentwicklung von Tannegg | Bevölkerungsentwicklung von Tannegg | Bevölkerungsentwicklung von Tannegg | Bevölkerungsentwicklung von Tannegg | Bevölkerungsentwicklung von Tannegg | Bevölkerungsentwicklung von Tannegg | Bevölkerungsentwicklung von Tannegg |
| ----------------------------------- | ----------------------------------- | ----------------------------------- | ----------------------------------- | ----------------------------------- | ----------------------------------- | ----------------------------------- |
| Jahr                                | 1831                                | 1850                                | 1900                                | 1950                                | 1970                                | 2018                                |
| Ortsgemeinde                        | 469                                 | 536                                 | 514                                 | 455                                 | 351                                 |                                     |
| Ortsteil von Dussnang               |                                     |                                     |                                     |                                     |                                     | 101                                 |

## Sehenswürdigkeiten
Die Burgruine Tannegg und die ehemalige Mühle Tannegg sind in der Liste der Kulturgüter in Fischingen aufgeführt.

## Bilder

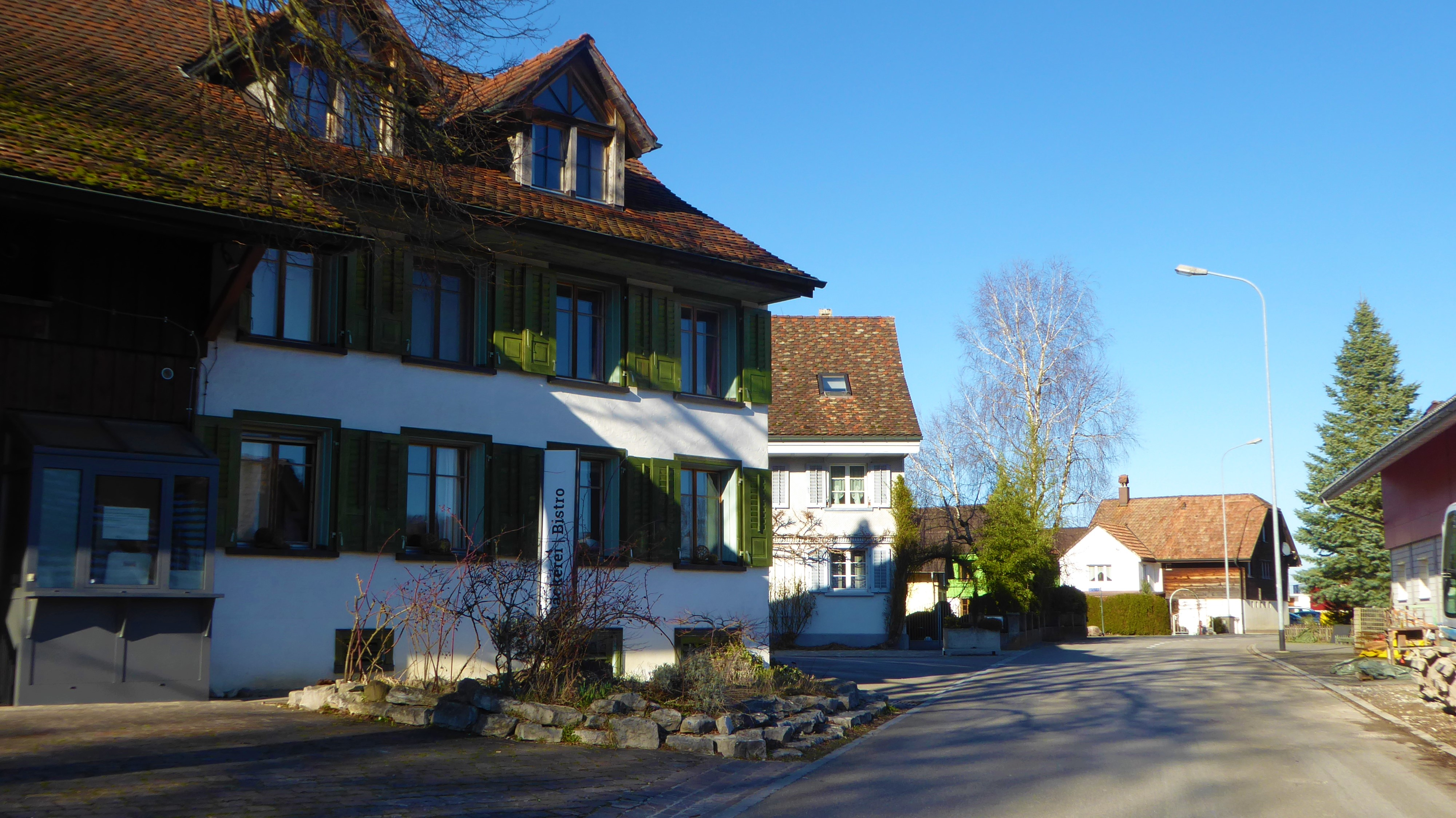
Vogelsang
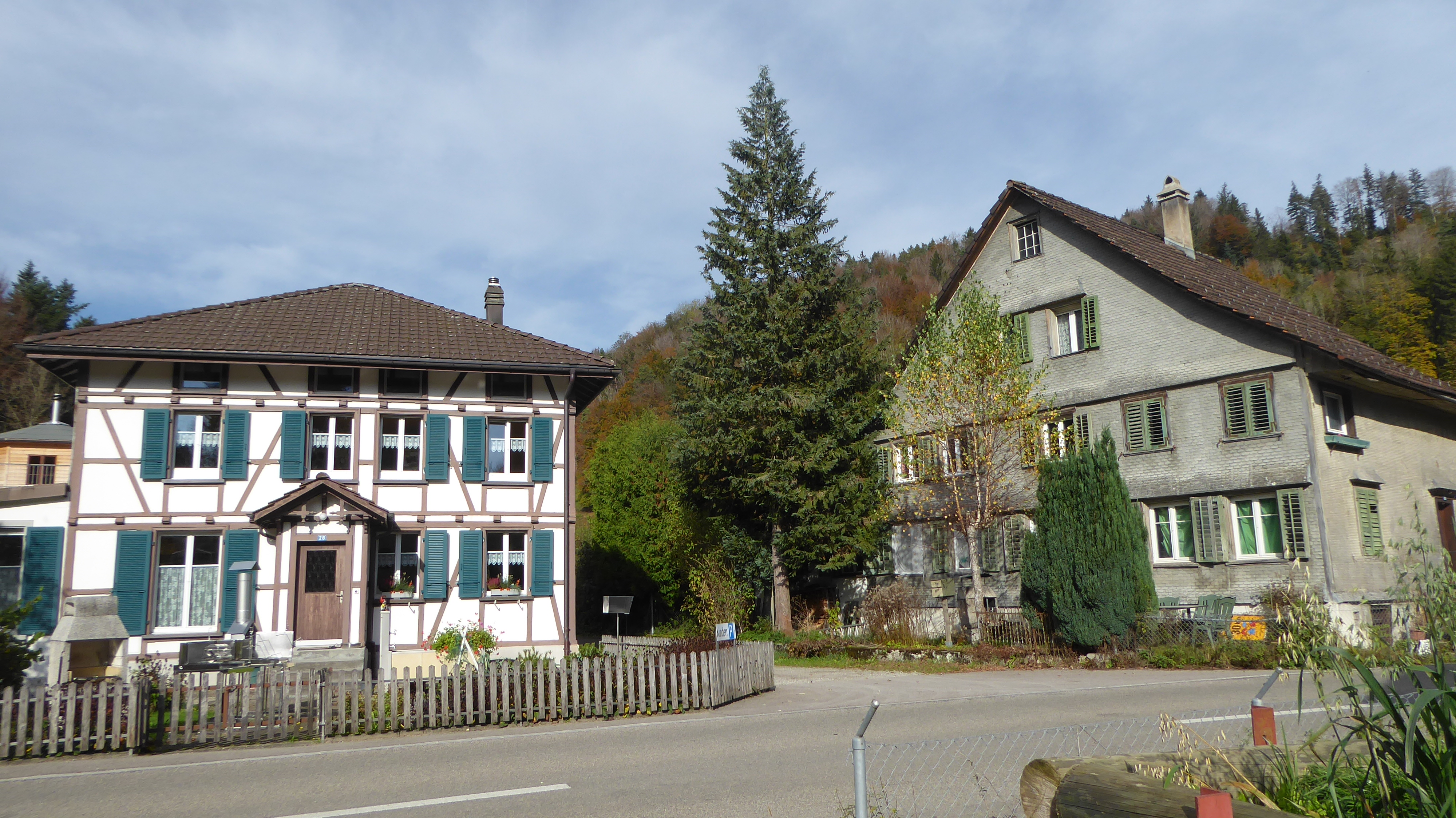
Hatterswil
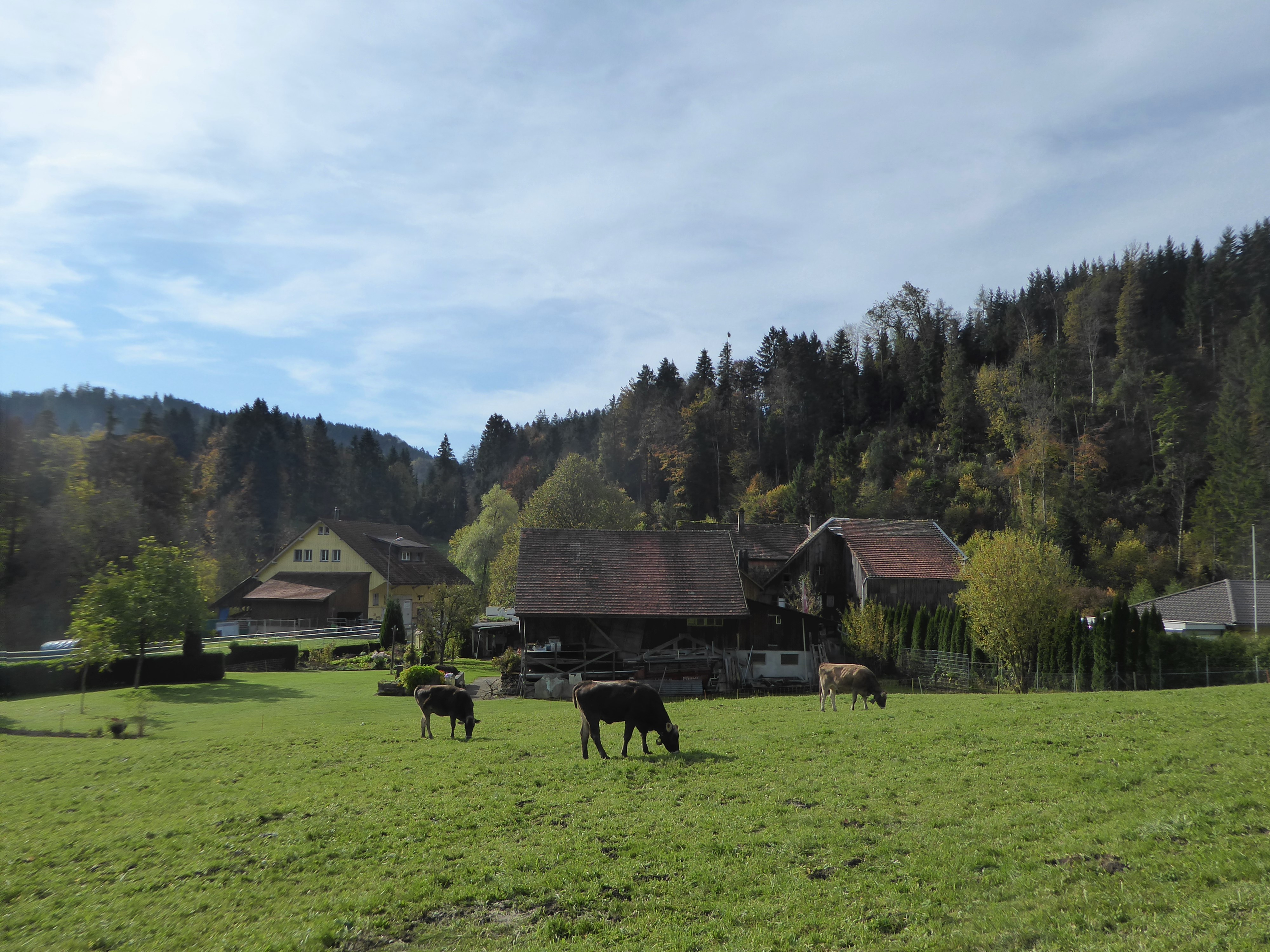
Hatterswil von Westen